# 王树新
王树新（1966年9月—），男，中国机械电子工程专家，曾任天津大学党委常务副书记、副校长，现任重庆大学校长，教授、博士生导师，中国工程院院士。